# St. Georg (Strücklingen)

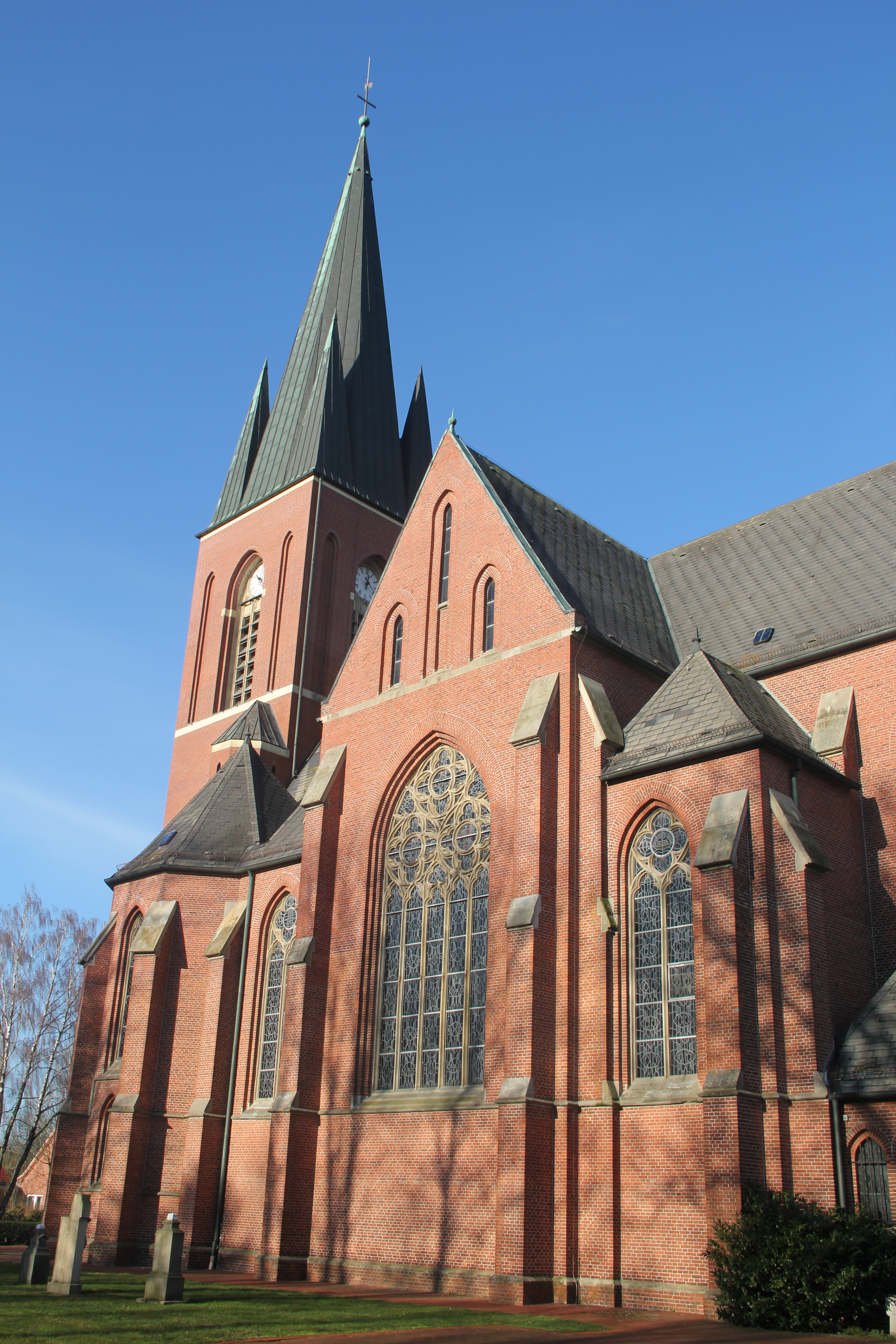
Ansicht von Südosten

St. Georg in Strücklingen, Gemeinde Saterland, ist eine Filialkirche der katholischen Kirchengemeinde St. Jakobus, Saterland, die dem Dekanat Friesoythe des Bistums Münster angehört.

## Geschichte
Die mittelalterliche Kirche von Strücklingen, deren Baugeschichte nicht bekannt ist, wurde 1877 abgerissen. Die Gottesdienste fanden dann zunächst in einer Notkirche statt. Die neue Kirche wurde von 1899 bis 1900 erbaut, Architekt war Hilger Hertel der Jüngere.

## Beschreibung
Die dreischiffige Stufenhalle mit Querschiff und Westturm wurde im Stil der Neugotik aus rotem Backstein mit Werksteingliederung erbaut. Der eingezogene, polygonal geschlossene Chor ist mit Sterngewölbe ausgestattet. Neben den breiten Querarmen befinden sich schmalere Joche mit Satteldach, am westlichen Joch des Langhauses Seitenkapellen mit Zeltdach. Durch die breite Vierung ergibt sich im Inneren der Eindruck eines Zentralbaus.

## Ausstattung
Ein Teil der Ausstattung stammt aus der Bauzeit der neuen Kirche. Mehrere Schnitzereien aus der alten Kirche wurden in die Chorschranken integriert.

## Glocken
Im Jahr 1920 liefert die renommierte Glockengießerei Otto aus Bremen-Hemelingen zwei Bronzeglocken mit einem Gewicht von 1,3 Tonnen.